# Kaneki (cràter)
Kaneki és un cràter sobre la superfície del planeta nan Ceres, situat amb el sistema de coordenades planetocèntriques a 25.7 ° de latitud nord i 296.8 ° de longitud est. Fa un diàmetre de 31.5 km. El nom va ser fet oficial per la UAI el 25 d'agost del 2017 i fa referència a Kaneki, déu de la palmera de coco de la cultura de la Micronèsia